# Подмаренник мареновидный
Подмаре́нник маренови́дный, или Подмаренник чле́нистый (лат. Gālium rubioīdes) — вид цветковых растений рода Подмаренник (Galium) семейства Мареновые (Rubiaceae). Растение впервые описано в 1753 году шведским систематиком Карлом Линнеем.
Некоторые исследователи рассматривают подмаренник мареновидный как подвид подмаренника северного.

## Распространение, описание
Широко распространён от Центральной Европы до Дальнего Востока России и северо-востока Турции.
Многолетнее травянистое растение. Лист простой, с гладким краем и острой верхушкой. Листья размещены по длине стебля; листорасположение мутовчатое, по 4 листа на каждом уровне. Соцветие — метёлка. Цветки как правило белого цвета, размером до 1 см, с четырьмя лепестками.

## Экология, замечания по охране
Растёт по обочинам дорог, берегам рек, в лесах, степях и на лугах. Мезотрофное, мезофитное, светолюбивое растение.
Вид внесён в Красную книгу Литвы (с 2007 года), а также в региональные Красные книги Украины (Закарпатской, Львовской и Тернопольской областей).

## Синонимика
Имеет следующие синонимичные названия:
- Galium articulatum Lam.
- Galium articulatum var. pygmaeum
- Galium boreale subsp. exoletum
- Galium boreale subsp. mugodsharicum
- Galium boreale var. rubioides
- Galium dasypodum Klokov
- Galium exoletum Klokov
- Galium geniculatum Roem. & Schult.
- Galium mugodsharicum Pobed.
- Galium nervosum var. rubioides
- Galium physocarpum Ledeb.
- Galium praeboreale Klokov
- Galium pseudorubioides Schur
- Galium pygmaeum DC.
- Galium rubioides var. articulatum
- Galium rubioides subsp. dasypodum
- Galium rubioides var. eriophyllum
- Galium rubioides var. pseudorubioides
- Galium salicifolium Klokov
- Galium volgense Pobed.